# المنشية الجديدة (أسوان)
قرية المنشية الجديدة هي إحدى القرى التابعة لمركز كوم أمبو في محافظة أسوان في جمهورية مصر العربية.